# Zavratec (gmina Idrija)
Zavratec – wieś w Słowenii, w gminie Idrija. W 2018 roku liczyła 131 mieszkańców.